# Robert Williams (Grieks zanger)
Robert Konstantínos Williams (Grieks: Ροβέρτος-Κωνσταντίνος Ουίλλιαμς) (Athene, 4 december 1949 - 21 augustus 2022) was een Grieks zanger.

## Biografie
Williams begon zijn muzikale carrière aan het begin van de jaren zeventig als gitarist bij de groep Poll. In 1974 verliet hij de groep om een solocarrière te beginnen. Bij het grote publiek is hij vooral bekend geworden door zijn deelname aan het Eurovisiesongfestival 1977. Dat jaar werd hij door de Griekse openbare omroep aangewezen om zijn vaderland te vertegenwoordigen, samen met Pascalis, Marianna en Bessy. Met Mathema solfege, een nummer over wiskunde, eindigde het gelegenheidsviertal op de vijfde plaats, een eindklassering die pas 24 jaar later verbeterd zou worden.
Nadien bracht hij nog enkele albums uit, zonder succes. In de jaren negentig maakte hij een carrièreswitch en begon hij reclamespots in te spreken.
Hij overleed op 72-jarige leeftijd aan de gevolgen van kanker.
1974: Marinella · 
1976: Mariza Koch · 
1977: Pascalis, Marianna, Robert & Bessy · 
1978: Tania Tsanaklidou · 
1979: Elpida · 
1980: Anna Vissi & Epikouri · 
1981: Yiannis Dimitras · 
1983: Kristi Stassinopoulou · 
1985: Takis Biniaris · 
1987: Bang · 
1988: Afroditi Frida · 
1989: Mariana Efstratiou · 
1990: Christos Callow & Wave · 
1991: Sophia Vossou · 
1992: Cleopatra · 
1993: Katerina Garbi · 
1994: Kostas Bigalis & The Sea Lovers · 
1995: Elina Konstantopoulou · 
1996: Mariana Efstratiou · 
1997: Marianna Zorba · 
1998: Thalassa · 
2001: Antique · 
2002: Michalis Rakintzis · 
2003: Mando · 
2004: Sakis Rouvas · 
2005: Elena Paparizou · 
2006: Anna Vissi · 
2007: Sarbel · 
2008: Kalomira · 
2009: Sakis Rouvas · 
2010: Giorgos Alkaios & Friends · 
2011: Loukas Giorkas feat. Stereo Mike · 
2012: Eleftheria Eleftheriou · 
2013: Koza Mostra feat. Agathonas Iakovidis · 
2014: Freaky Fortune feat. RiskyKidd · 
2015: Maria Elena Kiriakou · 
2016: Argo · 
2017: Demy · 
2018: Gianna Terzi · 
2019: Katerine Duska · 
2021: Stefania · 
2022: Amanda Tenfjord · 
2023: Victor Vernicos · 
2024: Marina Satti · 
2025: Klavdia